# Észak-Korea a 2000. évi nyári olimpiai játékokon
Észak-Korea az ausztráliai Sydneyben megrendezett 2000. évi nyári olimpiai játékok egyik részt vevő nemzete volt. Az országot az olimpián 10 sportágban 31 sportoló képviselte, akik összesen 4 érmet szereztek.

## Érmesek
| Érem  | Versenyző     | Sportág    | Versenyszám        |
| ----- | ------------- | ---------- | ------------------ |
| Ezüst | Ri Szonghi    | Súlyemelés | Női 58 kg          |
| Bronz | Kje Szunhi    | Cselgáncs  | Női harmatsúly     |
| Bronz | Kim Uncshol   | Ökölvívás  | Papírsúly          |
| Bronz | Kang Jonggjun | Birkózás   | Kötöttfogás, 54 kg |

## Atlétika
Férfi
| Versenyző       | Versenyszám | Eredmény | Helyezés |
| --------------- | ----------- | -------- | -------- |
| Kim Dzsungvon   | Maraton     | 2:18:04  | 29.      |
| Kim Dzsongcshol | Maraton     | 2:18:04  | 30.      |
| Kil Dzseszon    | Maraton     | 2:25:13  | 59.      |

Női
| Versenyző    | Versenyszám | Eredmény | Helyezés |
| ------------ | ----------- | -------- | -------- |
| Ham Bongsil  | Maraton     | 2:27:07  | 8.       |
| Csong Jongok | Maraton     | 2:31:40  | 20.      |
| Kim Cshangok | Maraton     | 2:35:32  | 28.      |

## Birkózás
Kötöttfogású
| Versenyző     | Versenyszám | Csoportkör                                                           | Csoportkör | Negyeddöntő           | Elődöntő                | Bronz- mérkőzés               | Döntő             | Helyezés |
| Versenyző     | Versenyszám | Ellenfél Eredmény                                                    | Hely.      | Ellenfél Eredmény     | Ellenfél Eredmény       | Ellenfél Eredmény             | Ellenfél Eredmény | Helyezés |
| ------------- | ----------- | -------------------------------------------------------------------- | ---------- | --------------------- | ----------------------- | ----------------------------- | ----------------- | -------- |
| Kang Jonggjun | 54 kg       | 4. csoport · Alekszej Sevcov (RUS) · 10-5 · Marian Sandu (ROU) · 7-8 | 1.         | Wang Hui (CHN) · 10-5 | Sim Gvonho (KOR) · 0-10 | Andrij Kalasnikov (UKR) · 7-0 |                   |          |

Szabadfogású
| Versenyző     | Versenyszám | Csoportkör                                                             | Csoportkör | Negyeddöntő       | Elődöntő          | Bronz- mérkőzés   | Döntő             | Helyezés |
| Versenyző     | Versenyszám | Ellenfél Eredmény                                                      | Hely.      | Ellenfél Eredmény | Ellenfél Eredmény | Ellenfél Eredmény | Ellenfél Eredmény | Helyezés |
| ------------- | ----------- | ---------------------------------------------------------------------- | ---------- | ----------------- | ----------------- | ----------------- | ----------------- | -------- |
| Csin Dzsudong | 54 kg       | 5. csoport · Namiq Abdullayev (AZE) · 0-6 · Martin Liddle (NZL) · 10-0 | 2.         | kiesett           | kiesett           | kiesett           | kiesett           | 9.       |
| Ri Jongszam   | 58 kg       | 3. csoport · David Pogosian (GEO) · 1-2 · Andrej Fašánek (SVK) · 5-1   | 2.         | kiesett           | kiesett           | kiesett           | kiesett           | 11.      |
| Cso Jongszon  | 63 kg       | 5. csoport · Murad Umahanov (RUS) · 2-9 · Elbrusz Tedejev (UKR) · 4-6  | 3.         | kiesett           | kiesett           | kiesett           | kiesett           | 14.      |

## Cselgáncs
Férfi
| Versenyző    | Versenyszám | Selejtező         | 32-es főtábla                        | Nyolcaddöntő                         | Negyeddöntő                     | Elődöntő          | Vigaszág első kör | Vigaszág negyeddöntő            | Vigaszág elődöntő                | Bronz- mérkőzés   | Döntő             | Helyezés |
| Versenyző    | Versenyszám | Ellenfél Eredmény | Ellenfél Eredmény                    | Ellenfél Eredmény                    | Ellenfél Eredmény               | Ellenfél Eredmény | Ellenfél Eredmény | Ellenfél Eredmény               | Ellenfél Eredmény                | Ellenfél Eredmény | Ellenfél Eredmény | Helyezés |
| ------------ | ----------- | ----------------- | ------------------------------------ | ------------------------------------ | ------------------------------- | ----------------- | ----------------- | ------------------------------- | -------------------------------- | ----------------- | ----------------- | -------- |
| Kvak Okcshol | Váltósúly   | erőnyerő          | Hermágoras Manglés (VEN) · 0211-0010 | Szjarhej Kuharenka (BLR) · 0010-0010 | Djamel Bouras (FRA) · 0001-0001 |                   |                   | Maarten Arens (NED) · 1100-0010 | Alvaro Paseyro (URU) · 0001-1000 | kiesett           |                   | 7.       |

Női
| Versenyző      | Versenyszám | Selejtező                             | Nyolcaddöntő                          | Negyeddöntő                        | Elődöntő                         | Vigaszág első kör | Vigaszág negyeddöntő | Vigaszág elődöntő | Bronz- mérkőzés                     | Döntő             | Helyezés    |
| Versenyző      | Versenyszám | Ellenfél Eredmény                     | Ellenfél Eredmény                     | Ellenfél Eredmény                  | Ellenfél Eredmény                | Ellenfél Eredmény | Ellenfél Eredmény    | Ellenfél Eredmény | Ellenfél Eredmény                   | Ellenfél Eredmény | Helyezés    |
| -------------- | ----------- | ------------------------------------- | ------------------------------------- | ---------------------------------- | -------------------------------- | ----------------- | -------------------- | ----------------- | ----------------------------------- | ----------------- | ----------- |
| Csha Hjonhjang | Légsúly     | Sarah Nichilo-Rosso (FRA) · 1000-0000 | Galina Atayeva (TKM) · 0011-0001      | Vanesa Arenas (ESP) · 0010-0001    | Ann Simons (BEL) · 0011-0012     |                   |                      |                   | Tamura Rjóko (JPN) · 0010-0010      |                   | 5.          |
| Kje Szunhi     | Harmatsúly  | Hillary Wolf (USA) · 1120-0001        | Deborah Gravenstijn (NED) · 0100-0001 | Rebecca Sullivan (AUS) · 1000-0000 | Legna Verdecia (CUB) · 0100-0100 |                   |                      |                   | Ioana Dinea-Aluaş (ROU) · 0200-0001 |                   |             |
| Csi Gjongszun  | Váltósúly   | Eleucadia Vargas (DOM) · 1000-0010    | Gella Vandecaveye (BEL) · 0001-1000   | kiesett                            | kiesett                          |                   |                      |                   |                                     |                   | helyezetlen |

## Íjászat
Női
| Versenyző  | Versenyszám | Selejtező | Selejtező | 64-es főtábla                       | 32-es főtábla                           | Nyolcaddöntő                            | Negyeddöntő                          | Elődöntő                         | Döntő                                             | Helyezés |
| Versenyző  | Versenyszám | Pont      | Kiemelt   | Ellenfél Eredmény                   | Ellenfél Eredmény                       | Ellenfél Eredmény                       | Ellenfél Eredmény                    | Ellenfél Eredmény                | Ellenfél Eredmény                                 | Helyezés |
| ---------- | ----------- | --------- | --------- | ----------------------------------- | --------------------------------------- | --------------------------------------- | ------------------------------------ | -------------------------------- | ------------------------------------------------- | -------- |
| Cshö Oksil | Egyéni      | 649       | 7.        | Katri Suutari (FIN) (58.) · 161-149 | Natalija Burdejna (UKR) (26.) · 162-160 | Katerina Szergyuk (UKR) (10.) · 160-153 | Natalia Valeeva (ITA) (2.) · 107-103 | Kim Namszun (KOR) (3.) · 107-114 | Bronzmérkőzés · Kim Szunjong (KOR) (1.) · 101-103 | 4.       |

## Műugrás
Férfi
| Versenyző     | Versenyszám        | Selejtező | Selejtező | Elődöntő | Elődöntő | Döntő   | Döntő    |
| Versenyző     | Versenyszám        | Pont      | Helyezés  | Pont     | Helyezés | Pont    | Helyezés |
| ------------- | ------------------ | --------- | --------- | -------- | -------- | ------- | -------- |
| Pak Jongljong | Egyéni műugrás     | 271,47    | 47.       | kiesett  | kiesett  | kiesett | kiesett  |
| Pak Jongljong | Egyéni toronyugrás | 400,29    | 15.       | 582,03   | 16.      | kiesett | kiesett  |
| Cshö Hjonggil | Egyéni toronyugrás | 448,41    | 6.        | 633,93   | 6.       | 562,98  | 12.      |

Női
| Versenyző     | Versenyszám        | Selejtező | Selejtező | Elődöntő | Elődöntő | Döntő   | Döntő    |
| Versenyző     | Versenyszám        | Pont      | Helyezés  | Pont     | Helyezés | Pont    | Helyezés |
| ------------- | ------------------ | --------- | --------- | -------- | -------- | ------- | -------- |
| Cshö Szonghi  | Egyéni műugrás     | 222,84    | 33.       | kiesett  | kiesett  | kiesett | kiesett  |
| Ri Ongnim     | Egyéni műugrás     | 238,77    | 26.       | kiesett  | kiesett  | kiesett | kiesett  |
| Ri Ongnim     | Egyéni toronyugrás | 262,20    | 22.       | kiesett  | kiesett  | kiesett | kiesett  |
| Cshö Mjonghva | Egyéni toronyugrás | 308,73    | 8.        | 492,57   | 6.       | 453,06  | 10.      |

## Ökölvívás
| Versenyző   | Versenyszám | Selejtező                     | Nyolcaddöntő             | Negyeddöntő                      | Elődöntő                    | Döntő             | Helyezés |
| Versenyző   | Versenyszám | Ellenfél Eredmény             | Ellenfél Eredmény        | Ellenfél Eredmény                | Ellenfél Eredmény           | Ellenfél Eredmény | Helyezés |
| ----------- | ----------- | ----------------------------- | ------------------------ | -------------------------------- | --------------------------- | ----------------- | -------- |
| Kim Uncshol | Papírsúly   | Sebusiso Keketsi (LES) · 17-2 | Lakatos Pál (HUN) · 20-8 | Ivanas Stapovičius (LTU) · 22-10 | Rafael Lozano (ESP) · 10-15 | kiesett           |          |

## Sportlövészet
Női
| Versenyző    | Versenyszám | Selejtező | Selejtező | Döntő   | Döntő    |
| Versenyző    | Versenyszám | Pont      | Helyezés  | Pont    | Helyezés |
| ------------ | ----------- | --------- | --------- | ------- | -------- |
| Kim Mjonghva | Skeet       | 69        | 9.*       | kiesett | kiesett  |

* - egy másik versenyzővel azonos eredményt ért el

## Súlyemelés
Férfi
| Versenyző    | Versenyszám | Szakítás | Szakítás | Lökés                    | Lökés                    | Összesen | Helyezés |
| Versenyző    | Versenyszám | Eredmény | Helyezés | Eredmény                 | Helyezés                 | Összesen | Helyezés |
| ------------ | ----------- | -------- | -------- | ------------------------ | ------------------------ | -------- | -------- |
| Rim Jongszu  | 62 kg       | 137,5    | 6.       | érvényes kísérlet nélkül | érvényes kísérlet nélkül | kiesett  | kiesett  |
| Cson Csholho | 77 kg       | 162,5    | 4.*      | 190,0                    | 7.*                      | 352,5    | 6.       |

Női
| Versenyző  | Versenyszám | Szakítás | Szakítás | Lökés    | Lökés    | Összesen | Helyezés |
| Versenyző  | Versenyszám | Eredmény | Helyezés | Eredmény | Helyezés | Összesen | Helyezés |
| ---------- | ----------- | -------- | -------- | -------- | -------- | -------- | -------- |
| Ri Szonghi | 58 kg       | 97,5     | 1.       | 122,5    | 2.       | 220,0    |          |
| Kim Jongok | 63 kg       | 90,0     | 5.       | 115,0    | 5.       | 205,0    | 5.       |

## Szinkronúszás
| Versenyző                | Versenyszám | Selejtező           | Selejtező           | Selejtező        | Selejtező        | Selejtező  | Selejtező  | Döntő               | Döntő               | Döntő            | Döntő            | Döntő      | Döntő      |
| Versenyző                | Versenyszám | Technikai gyakorlat | Technikai gyakorlat | Szabad gyakorlat | Szabad gyakorlat | Összesítés | Összesítés | Technikai gyakorlat | Technikai gyakorlat | Szabad gyakorlat | Szabad gyakorlat | Összesítés | Összesítés |
| Versenyző                | Versenyszám | Pont                | Hely.               | Pont             | Hely.            | Pont       | Hely.      | Pont                | Hely.               | Pont             | Hely.            | Pont       | Hely.      |
| ------------------------ | ----------- | ------------------- | ------------------- | ---------------- | ---------------- | ---------- | ---------- | ------------------- | ------------------- | ---------------- | ---------------- | ---------- | ---------- |
| Cshö Szonjong Cso Jonghi | Páros       | 85,333              | 19.                 | 86,467           | 17.              | 86,071     | 17.        | kiesett             | kiesett             | kiesett          | kiesett          | kiesett    | kiesett    |

## Torna
Férfi
| Versenyző | Versenyszám      | Selejtező | Selejtező | Döntő    | Döntő    |
| Versenyző | Versenyszám      | Pontszám  | Helyezés  | Pontszám | Helyezés |
| --------- | ---------------- | --------- | --------- | -------- | -------- |
| Pe Gilszu | Talaj            | 7,550     | 76.       | kiesett  | kiesett  |
| Pe Gilszu | Ugrás            | 8,537     | 80.       | kiesett  | kiesett  |
| Pe Gilszu | Korlát           | 8,237     | 80.       | kiesett  | kiesett  |
| Pe Gilszu | Nyújtó           | 7,950     | 78.       | kiesett  | kiesett  |
| Pe Gilszu | Gyűrű            | 6,375     | 78.       | kiesett  | kiesett  |
| Pe Gilszu | Lólengés         | 9,762     | 6.        | 9,762    | 5.       |
| Pe Gilszu | Egyéni összetett | 48,411    | 53.       | kiesett  | kiesett  |

Női
| Versenyző  | Versenyszám      | Selejtező | Selejtező | Döntő    | Döntő    |
| Versenyző  | Versenyszám      | Pontszám  | Helyezés  | Pontszám | Helyezés |
| ---------- | ---------------- | --------- | --------- | -------- | -------- |
| Mok Undzsu | Talaj            | 8,825     | 64.*      | kiesett  | kiesett  |
| Mok Undzsu | Ugrás            | 9,031     | 64.       | kiesett  | kiesett  |
| Mok Undzsu | Felemás korlát   | 9,237     | 58.*      | kiesett  | kiesett  |
| Mok Undzsu | Gerenda          | 9,475     | 29.       | kiesett  | kiesett  |
| Mok Undzsu | Egyéni összetett | 36,568    | 41.       | kiesett  | kiesett  |
| Szon Unhi  | Talaj            | 8,537     | 74.       | kiesett  | kiesett  |
| Szon Unhi  | Ugrás            | 0,000     | 83.       | kiesett  | kiesett  |
| Szon Unhi  | Felemás korlát   | 9,425     | 47.       | kiesett  | kiesett  |
| Szon Unhi  | Gerenda          | 8,212     | 79.       | kiesett  | kiesett  |
| Szon Unhi  | Egyéni összetett | 26,174    | 77.       | kiesett  | kiesett  |

* - egy másik versenyzővel azonos eredményt ért el